# فرناندو لوبيز
فرناندو لوبيز (بالإسبانية: Fernando López Fernández)‏ (22 يونيو 1983 مدريد إسبانيا - ) هو لاعب كرة قدم إسباني، يلعب كحارس مرمى، ولعب 44 مباراة.

## مسيرته

### مسيرته مع الأندية
- 2005 - 2006 لعب مع نادي ليناريس 3 مباريات.
- 2006 - 2008 لعب مع Córdoba CF B [الإنجليزية]‏ 17 مباراة.
- 2008 - 2009 لعب مع نادي قرطبة مباراتين.
- 2009 - 2010 لعب مع نادي كوشيتسه 7 مباريات.
- 2010 - 2010 لعب مع أتليتيكو بالياريس 15 مباراة.

## روابط خارجية
- فرناندو لوبيز على موقع قاعدة بيانات كرة القدم.إي يو (الإنجليزية)
- فرناندو لوبيز على موقع Soccerway.com (الإنجليزية)